# Кістяковські
Рід Кістяковських походить із Чернігівщини. Дав українській науці кількох великих учених:
- Кістяковський Олександр Федорович (1833—1885) — український вчений-криміналіст та історик права;
- Кістяковський Володимир Олександрович (1865—1952) —  член Академій наук — української і всесоюзної, 31 рік був професором Петербурзького політехнічного інституту. Має особливі заслуги в організації фізико-хімічних наукових дослідів у Ленінграді. Короткий час працював у Києві;
- Кістяковський Ігор Олександрович (1876—?) — юрист цивільного права, професор Київського та Московського університетів. В уряді гетьмана П. Скоропадського міністр внутрішніх справ (проводив українізацію державного апарату);
- Кістяковський Богдан Олександрович (1868—1920) — український філософ права, громадський діяч, юрист, соціолог, один з організаторів Академії наук України;
- Кістяківський Георгій Богданович (*18 листопада 1900, Київ — †7 грудня 1982) — американський фізик і хімік українського походження;
- Кістяковський Юрій Богданович (нар. 1900 р.) — фізико-хімік, професор Гарвардського університету, член Американської Академії наук. За Айзенгауера науковий дорадник уряду;